# Алімпієв Андрій Миколайович
Андрі́й Микола́йович Алі́мпієв (нар. 5 лютого 1968, Ладва, Прионезький район, Республіка Карелія, РРФСР) — генерал-майор Збройних сил України, з 28 жовтня 2015 року по 27 грудня 2017 року  — начальник Харківського університету повітряних сил ім. Кожедуба (з 23 липня 2012 — в. о.), кандидат технічних наук, льотчик першого класу.

## Життєпис
Народився  5 лютого 1968 року у смт. Ладва Прионежського району республіки Карелія в робочій сім'ї.
1989 року закінчив Харківське вище військове авіаційне училище льотчиків ім. С. І. Грицевця.
У 1997 році закінчив командно-штабний факультет Харківського інституту льотчиків ВПС за спеціальністю «Бойове застосування частин та з'єднань авіації».
2009 року закінчив Національну академію оборони України, отримавши кваліфікацію «Магістр державного військового управління».
У 2018 році закінчив Харківський національний педагогічний університет ім. Г.Сковороди, отримавши ступінь магістра  психології , а у 2020 році - магістра права.
Кандидат технічних наук. Зареєстровано його патенти на винаходи (у співавторстві).
У 2013 році присвоєно військове звання генерал-майор.
Військову службу проходив на посадах льотчика-інструктора, старшого льотчика-інструктора, командира навчальної авіаційної ланки, начальника штабу авіаційної ескадрілії, командира ескадрілії, заступника командира полку, командира винищувального авіаційного полку, льотчика-інспектора відділу Авіаційного корпусу, командира штурмової авіаційної бригади, заступника командира Повітряного командування з авіації, першого заступника командира Повітряного командування, начальника Харківського національного університету Повітряних сил ім. І. Кожедуба, з квітня 2020 року – заступник командувача підготовки Командування Повітряних сил ЗС України
Льотчик першого класу, опанував літаки Л-29, Л-39, МіГ-21, МіГ-23, МіГ-29, Су-25.
В жовтні 2015 року був призначений начальником Харківського національного університету Повітряних Сил ім. І. Кожедуба. 
За час його керівництва університетом було переформатовано навчальний процес у ХНУПС, задоволене збільшення держзамовлення на доукомплектування ЗСУ військовиками, впроваджено іноваційні підходи в організації освітнього процесу, нову підготовку льотного складу, створено Інститут цивільної авіації для забезпечення ЗСУ резервом цивільних авіаційних фахівців та прискорення процесу інтеграції державної та цивільної авіації до вимог ICAO та Євроконтролю, університет отримав статус "національного". Брав участь в АТО, учасник бойових дій.

## Розслідування
17 листопада 2017 року Алімпієва було затримано військовою прокуратурою в Харкові за підозрою у розтраті 2,4 млн грн під час закупівлі пального. Прокуратура вимагала арешту й відсторонення Андрія від посади керівника Харківського університету повітряних сил.
21 листопада Дзержинський суд Харкова обрав запобіжний захід у вигляді утримання під вартою з можливістю внесення застави у 1,5 млн грн. Сам Алімпієв із обвинуваченнями не погодився.
24 листопада Дзержинський суд Харкова не підтримав відсторонення Алімпієва від посади керівника Харківського університету повітряних сил. В грудні  наказом Міністра оборони Алімпієва було звільнено з посади начальника ХНУПСу та зараховано у розпорядження Міністра оборони.
Судовий розгляд справи проводився у Дзержинському суді Харкова з лютого 2019 року.
9 серпня 2021 року вироком Дзержинського суду Харкова Алімпієва було виправдано за усіма обвинуваченнями.

## Нагороди

### Державні нагороди
- Медаль «За військову службу Україні» (2006)
- Медаль «За бездоганну службу» III ступеня (5 грудня 2011 року)[8]
- Орден Данила Галицького — 13 серпня 2015 року нагороджений за особисту мужність і героїзм, виявлені у захисті державного суверенітету та територіальної цілісності України, вірність військовій присязі під час бойових дій та при виконанні службових обов'язків[9]

### Відзнаки Міністерства оборони України
- «Знак пошани»
- Медаль «За сумлінну службу»
- Відзнака «Доблесть і честь»
- Нагрудний знак «За зразкову службу»
- «Вогнепальна зброя»

### Відзнаки Начальника Генерального штабу— Головнокомандувача ЗС України"
- «За досягнення у військовій службі»
- «За заслуги перед Збройними Силами України»
- «За доблесну військову службу Батьківщині»
- «Слава і честь»